# علی‌آباد قره‌باغ
علی‌آباد یک روستا در ایران است که در دهستان قره‌باغ شهرستان شیراز واقع شده‌است. علی‌آباد ۸۹۵ نفر جمعیت دارد.